# Heiko Butscher
Heiko Butscher (* 28. Juli 1980 in Leutkirch im Allgäu) ist ein ehemaliger deutscher Fußballspieler und jetziger -trainer. Nach mehreren Stationen in den oberen Amateurklassen Süddeutschlands erhielt er 2005 beim VfL Bochum seinen ersten Profivertrag. Von 2007 bis 2012 spielte er für den SC Freiburg, anschließend für Eintracht Frankfurt und ab Juli 2013 erneut für den VfL Bochum. 2015 beendete er seine Karriere als Fußballer. Seitdem ist er als Trainer beim VfL Bochum tätig, dies in verschiedenen Rollen hauptsächlich im Juniorenbereich, aber auch als Co-Trainer und wiederholt kurzzeitig als Interimstrainer der Profimannschaft.

## Karriere

### Jugend- und Amateurspieler
Butscher wuchs im Bad Wurzacher Teilort Dietmanns auf. Bis zu seinem 19. Lebensjahr spielte er für Jugendmannschaften des SV Dietmanns und in Orten der Umgebung für den SV Ellwangen, den SV Aichstetten und zuletzt für den FC Wangen 05.
Butscher wechselte zu den Amateuren des Zweitligisten Karlsruher SC und zählte als Abwehrspieler unter Trainer Edmund Becker 1999/2000 in der Regionalliga Süd zur Stammbesetzung (32 Spiele, 3 Tore). Es folgten zwei Jahre in der viertklassigen Oberliga Baden-Württemberg (64 Spiele, 18 Tore). In der Saison 2000/01 kam er zu zwei Einsätzen in der zwischenzeitlich in die Regionalliga abgestiegenen ersten Mannschaft des KSC. Im Sommer 2002 wechselte Butscher zum Oberligakonkurrenten SV Sandhausen, doch weder unter Trainer Willi Entenmann noch dessen Nachfolger Rainer Scharinger kam die Mannschaft in die Nähe der Aufstiegsränge. Der SV Sandhausen landete mit 22 Punkten Rückstand auf Meister und Aufsteiger VfB Stuttgart Amateure auf dem 4. Platz.
Zu eben jenem Meister und Aufsteiger wechselte Butscher dann zur neuen Saison. Betreut wurde die Mannschaft von Reinhold Fanz. In seinem ersten Jahr stand er in der Regionalliga Süd für die VfB-Amateure 29-mal auf dem Platz und erzielte drei Tore, im Jahr darauf kam er unter Trainer Rainer Adrion auf 33 Einsätze und sechs Treffer. Der Sprung in den Profikader des Bundesligisten gelang ihm allerdings nicht. Butscher wechselte im Sommer 2005 in die 2. Bundesliga zum VfL Bochum.

### Profispieler
VfL Bochum
Beim Bundesligaabsteiger VfL Bochum integrierte er sich schnell in die von Marcel Koller betreute Mannschaft. Er erspielte sich im Laufe der Saison als kopfballstarker Innenverteidiger und linker Außenverteidiger einen Stammplatz. In der Saison 2005/06 absolvierte er 24 Spiele und erzielte ein Tor. Den Bochumern gelang als Zweitligameister der direkte Wiederaufstieg ins deutsche Fußball-Oberhaus. In der Saison 2006/07 debütierte Butscher beim Auftaktspiel bei Mainz 05 in der Bundesliga. Allerdings zählte er zunächst nicht zur Stammbesetzung des VfL, die ersten fünf seiner 20 Einsätze wurde er erst in der zweiten Halbzeit eingewechselt. Im Heimspiel gegen Eintracht Frankfurt gelang ihm am 13. Spieltag sein erstes – und in dieser Spielzeit einziges – Bundesligator. Eine Woche später sah er in der Begegnung bei Schalke 04 nach einem Foul die Rote Karte und musste drei Spiele pausieren. Nach einer schwachen Vorrunde belegte der Aufsteiger am Saisonende den 8. Tabellenplatz. Nach zwei Jahren in Bochum entschloss er sich zur Rückkehr nach Süddeutschland.
SC Freiburg
Er nahm zur Saison 2007/08 ein Vertragsangebot des Zweitligisten SC Freiburg an, bei dem Robin Dutt gerade die Nachfolge des langjährigen Trainers Volker Finke angetreten hatte. In seiner ersten Saison beim SC war er mit 32 Spielen (4 Tore) Stammspieler. In der Saison 2008/09 war er Mannschaftskapitän und wurde mit dem Team Zweitligameister. Ab der Spielzeit 2009/10 spielte er mit dem SC Freiburg in der Bundesliga. Am 6. Spieltag der Runde 2010/11 zog sich der inzwischen 30-Jährige beim Auswärtsspiel in Wolfsburg einen Innenbandriss im linken Knie zu und musste eine zweimonatige Spielpause einlegen. Im Februar 2011 verlängerte Butscher seine Vertragslaufzeit bis 2013. Zur Winterpause der Saison 2011/12 wurde er jedoch aus dem Kader aussortiert und erhielt die Freigabe für einen Wechsel.
Eintracht Frankfurt
In der Winterpause 2011/12 verpflichtete ihn Eintracht Frankfurt. Butscher unterschrieb einen bis zum 30. Juni 2013 laufenden Vertrag. In seinem ersten halben Jahr kam er in zwölf Partien zum Einsatz und stieg am Saisonende mit der Eintracht in die Bundesliga auf; es war sein dritter Aufstieg. Doch zur neuen Saison war Butscher hinter Carlos Zambrano und Bamba Anderson nicht mehr gesetzt und übernahm eine Art „Co-Trainer-Position“ bei Eintracht Frankfurt. Er kam vom 16. bis zum 18. Spieltag nur noch dreimal zum Einsatz, als sich Anderson verletzt hatte.
VfL Bochum
Zur Saison 2013/14 kehrte Butscher in die Zweite Liga und zum VfL Bochum zurück; sein Vertrag lief bis Juni 2015. Anschließend beendete er seine aktive Karriere.

## Trainerlaufbahn

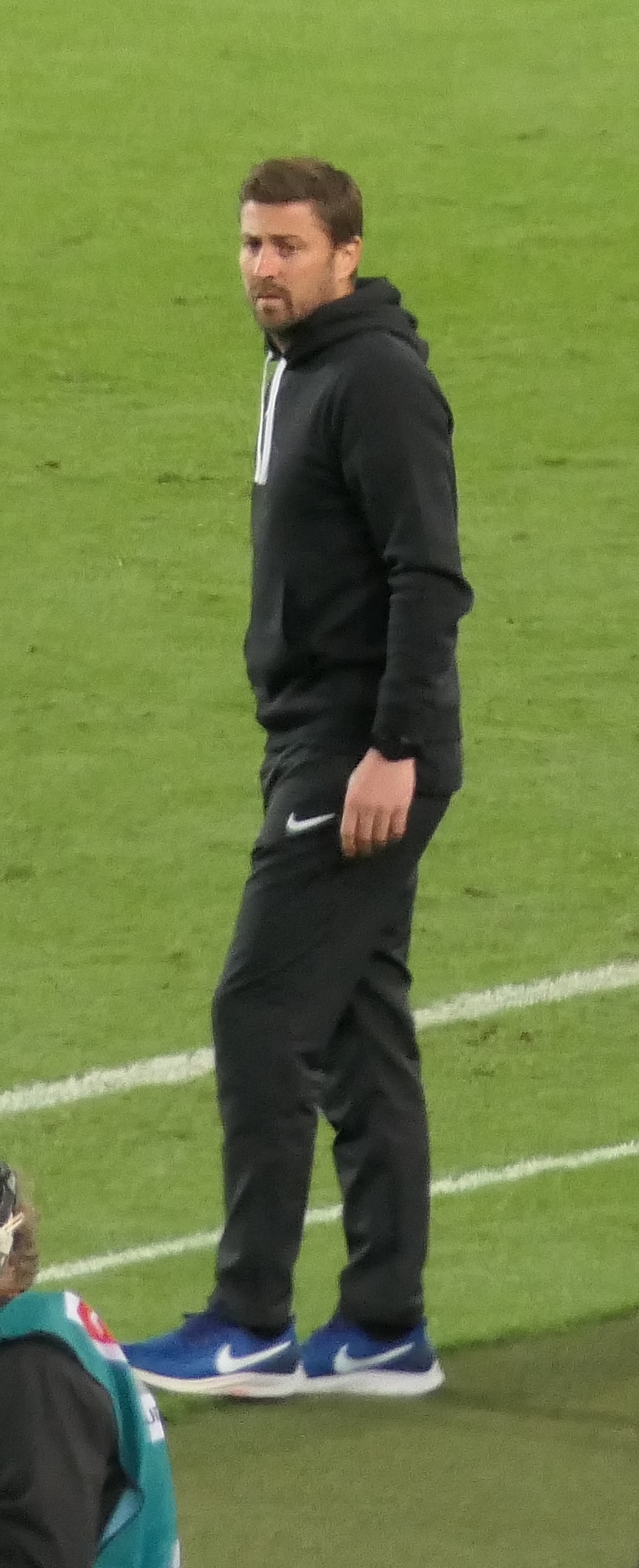
Heiko Butscher an der Seitenlinie beim VfL Bochum 2019

Butscher begann seine Trainerlaufbahn in der Saison 2015/16 als Co-Trainer von Dimitrios Grammozis der Bochumer U16-Mannschaft. Zur Saison 2016/17 betreute er als Co-Trainer von Jan Siewert die U19. Am 1. Januar 2017 stieß er als Co-Trainer zum Profikader des VfL Bochum. Nach der Entlassung von Jens Rasiejewski übernahm Butscher am 7. Februar 2018 interimistisch die erste Mannschaft des VfL Bochum. Doch nach nur einem Spiel wurde er wieder Co-Trainer unter dem neuen Cheftrainer Robin Dutt. Während der Saison 2019/20, in der Thomas Reis neuer Cheftrainer wurde, sollte Butscher seine Ausbildung zum Fußballlehrer absolvieren.
Zur Saison 2020/21 übernahm Butscher parallel zu seiner Co-Trainer-Funktion bei den Profis die U19 als Cheftrainer. Seit der Saison 2022/23 ist er ausschließlich U19-Cheftrainer. Nach der Freistellung von Reis und dessen Co-Trainer Markus Gellhaus wurde Butscher im September 2022 Interimstrainer der Profis, die nach dem 6. Spieltag ohne Punkt auf dem letzten Platz standen. Nach einem 1:1-Unentschieden gegen den 1. FC Köln wurde Thomas Letsch als neuer Cheftrainer verpflichtet und Butscher kehrte zur U19 zurück.
Nach der Freistellung von Letsch im April 2024 gab der VfL Bochum bekannt, dass Butscher die Profimannschaft interimsweise bis zum Ende der Saison 2023/24 betreuen werde. Zu diesem Zeitpunkt stand das Team nach dem 28. Spieltag auf dem 15. Tabellenplatz mit drei Punkten Vorsprung auf den Relegationsplatz sowie vier Punkten Vorsprung auf einen direkten Abstiegsplatz. Nach zwei Siegen in Folge stand der VfL nach dem 32. Spieltag auf einem Nicht-Abstiegsplatz und hatte vier Punkte Vorsprung auf den Relegationsplatz. Dieser Vorsprung wurde jedoch durch zwei Niederlagen in den letzten beiden Spielen verspielt. In der Relegation traf man auf Fortuna Düsseldorf und verlor das Hinspiel zu Hause mit 0:3. Das Rückspiel gewannen die Bochumer hingegen mit 3:0 und hielten letztendlich im Elfmeterschießen die Klasse. In der Sommerpause wurde Peter Zeidler als neuer Cheftrainer verpflichtet.
Zur Saison 2024/25 übernahm Butscher die zweite Mannschaft in der fünftklassigen Oberliga Westfalen.

## Privates
Heiko Butscher heiratete am 31. Dezember 2009 in Oberrotweil seine langjährige Freundin Maren. In seiner Freizeit spielt er Schlagzeug, das er im Musikverein seines Heimatortes erlernt hat – mit dem Instrument war er auch Teilnehmer bei Jugend musiziert.